# カプロニ・カンピニ N.1
カプロニ・カンピニ N.1
カプロニ・カンピニ N.1
- 用途：実験機
- 設計者：セコンド・カンピニ
- 製造者：カプロニ
- 運用者：イタリア王立空軍
- 初飛行：1940年8月27日
- 生産数：3機（地上テスト機1機を含む）
- 運用状況：2機保存

カプロニ・カンピニ N.1（Caproni Campini N.1）とは1940年に初飛行したモータージェット推進のイタリア製航空機である。
CC.2と呼ばれることもあるが、正式名称ではない。

## 概要
1931年、イタリアの技術者セコンド・カンピニはジェット推進機の有効性についてイタリア航空省に独自のレポートを提出した。翌1932年、カンピニはジェット推進で動くボートを製作し、ヴェネツィアでデモンストレーションを行った。これらの末、1934年に航空省は理論を実現するためのジェット航空機の開発をカンピニに許可したのであった。
カンピニが設計したジェットエンジンは現在広く見られるものとは異なり、今でいうモータージェットであった。すなわち、本機（カプロニ・カンピニ N.1）は3段の空気圧縮機を備えていたものの、その圧縮機を駆動する900hpのレシプロエンジン（イソッタ・フラスキーニ製　液冷V型12気筒）も搭載していた。ジェット排気は、まずレシプロエンジン駆動された圧縮機によって機体前部から吸入・圧縮された空気を機体後部に導き、そこでガソリンと共に燃焼することによって得るという機構であった。カンピニはこの構造のエンジンをサーモジェット（thermojet）と呼んだ。なおこの用語は、今日では特殊なタイプのパルスジェットエンジンを指すことが多い。
なお、N.1は、機体後部で燃料の燃焼を行わなくても飛行することができた。実は得られた推力の大半がレシプロエンジンで駆動される圧縮機により生み出されていたためである。同様の事実は実際に製作された他のモータージェット（例えばツ11）にもいえた。これらから、カンピニが設計したものはジェットエンジンとは言えず、むしろ胴体内にプロペラを備えたダクテッドファンエンジンという方が本質を言い表していたのかもしれない。
N.1はターボジェットエンジンが普及する以前にジェット機のテストモデルとなることを期待されたが、第二次世界大戦の開戦もあり、結局、有用な結果を残すことはできなかった。

## 開発・運用
カンピニはN.1のために、以前に世界初のモータージェット機であるコアンダ=1910を開発した実績のある航空機メーカーのカプロニ社と協力して2機の試作機と1機の地上テスト機を製作した。N.1の初飛行は1940年8月27日にテストパイロットのマリオ・デ・ベルナルディによって行われ、無事に終了した。この結果を受けて当時のファシスト政権は「世界で最初に飛んだジェット機」とN.1を大々的に宣伝した。
しかし実際には、その約一年前にターボジェット機であるHe 178がドイツで秘密裏に初飛行に成功していた。
初飛行後もN.1のテストは続けられたものの、特に有効なデータを残すことなく1942年に開発は放棄された。その後、試作機のうち1機は、機密保持のため撤退するドイツ軍の手によって地中に埋められ、後にイギリス軍により回収されたものの、一通り分析された後にスクラップにされた。他の飛行可能な1機は工場に収容されていたために難を免れて、現在はローマ県のヴィーニャ・ディ・ヴァッレ（Vigna di Valle）航空博物館に展示されている。また地上テスト機も現存しており、ミラノにあるレオナルド・ダ・ヴィンチ国立科学技術博物館に展示されている。

## 性能諸元
- 搭乗員：2名
- 全長：13.10 m
- 全幅：15.85 m
- 全高：4.7 m
- 翼面積：36.00 m2
- 空虚重量：3640 kg
- 最大離陸重量：4195 kg

- エンジンタイプ：モータージェット

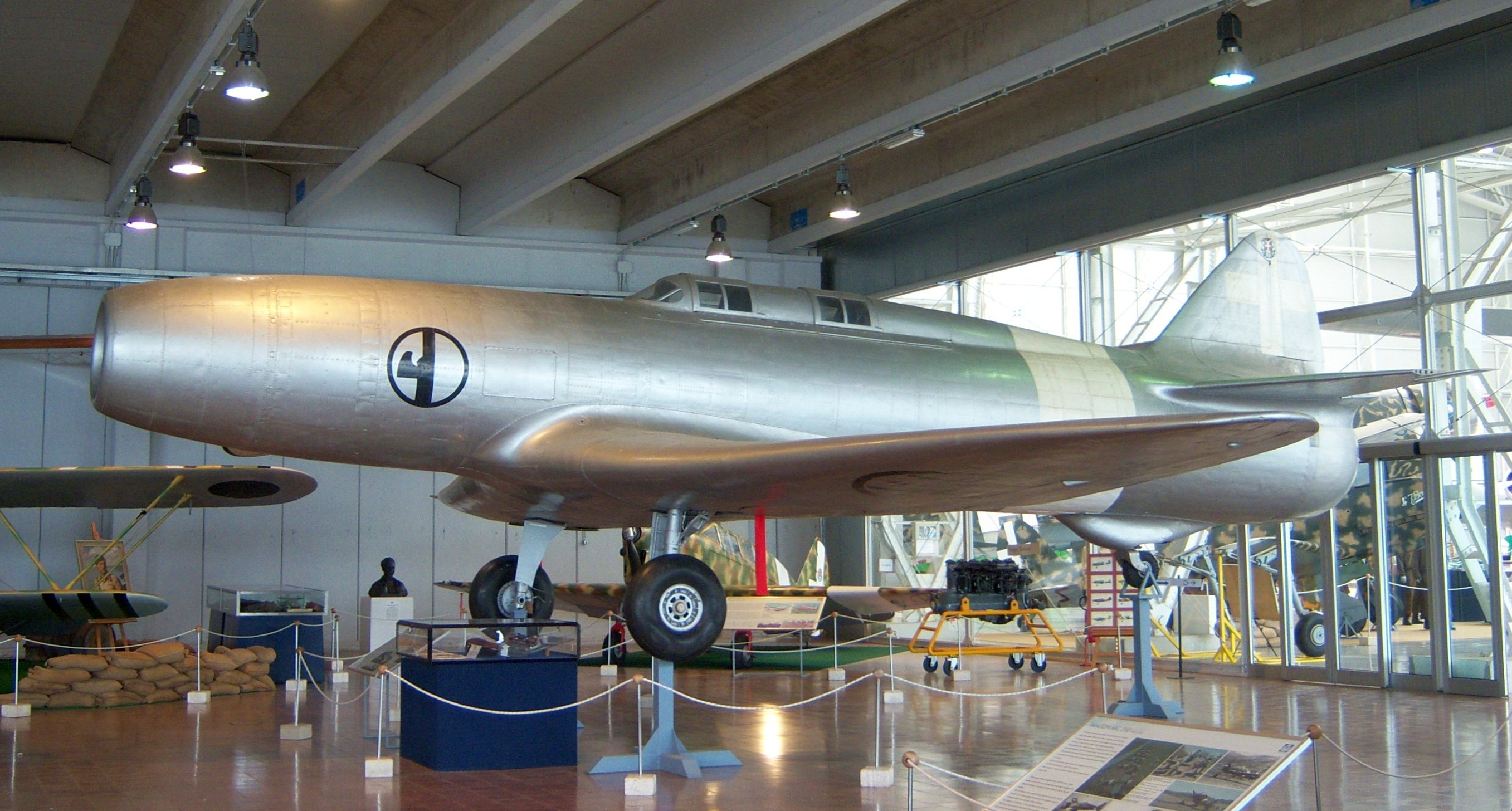
ヴィーニャ・ディ・ヴァッレ航空博物館で展示されるカプロニ・カンピニ N.1

  - 圧縮機用レシプロエンジン：Isotta-Fraschini L. 121/R.C. 40 （出力：900 hp） ×1
  - 圧縮機：3段可変ピッチフィン
- 推力：6.9 kN

- 最大速度：

329 km/h @ 3000 m （機体後部でのガス燃焼なし）
375 km/h @ 3000 m （機体後部でのガス燃焼あり）
- 実用上昇限度：4000 m